# Kevin Poulsen

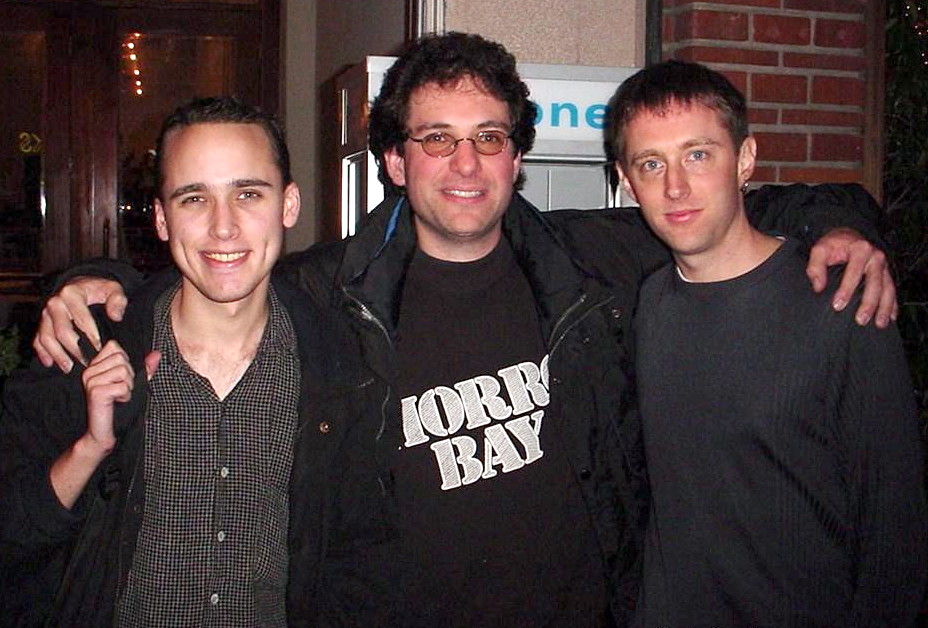
Adrian Lamo, Kevin Mitnick oraz Kevin Poulsen

Kevin Poulsen (ur. 1965 roku w Pasadenie; Kalifornia, USA) – amerykański haker.

## Osiągnięcia
W swojej historii udało mu się włamać do komputerów wielu znanych aktorek, Pentagonu, komputerów FBI. Ataki na komputery przeprowadzał w nocy. Swoje pierwsze oskarżenie o cracking usłyszał w 1989 roku. Zarzuty dotyczyły 19 przypadków oszustw, włamań do systemów telefonicznych i wyłudzenia pieniędzy. Udało mu się ukrywać przez 18 miesięcy przed zatrzymaniem. Wówczas udało mu się włamać do komputerów pewnego teleturnieju z radia KISS-FM w celu wygrania dwóch Porsche 944 w konkursie radiowym. W celu wygrania podszywał się pod nazwiskami Walter Kovacs oraz John Osterman.
Wykroczenia Kevina zostały przedstawione w programie Unsolved Mysteries (Nierozwiązane Zagadki), będącym amerykańskim odpowiednikiem programu 997. Został złapany przez widza programu Unsolved Mysteries, kiedy to Poulsen kupował prezerwatywy w supermarkecie. Wówczas klient zadzwonił do znajomych i do FBI.
W czerwcu 1994 roku Poulsen przyznał się do siedmiu wykroczeń, w tym oszustwa komputerowego, pocztowego i telefonicznego, wyłudzenia pieniędzy i zakłócania porządku publicznego. 10 kwietnia 1995 r. skazano go na 51 miesięcy pozbawienia wolności, ponad 56 tys. USD grzywny oraz trzyletni zakaz korzystania z komputera.
Obecnie Poulsen jest jednym z redaktorów serwisu Wired. W 2006 roku pomógł policji złapać pedofila, który w 744 kontach na MySpace zamieszczał pornografię dziecięcą.

## Książki
- Kevin Poulsen: Haker. Prawdziwa historia szefa cybermafii. Kraków: Wydawnictwo Znak, 2011, s. 304. ISBN 978-83-240-1659-4.